# Parioli

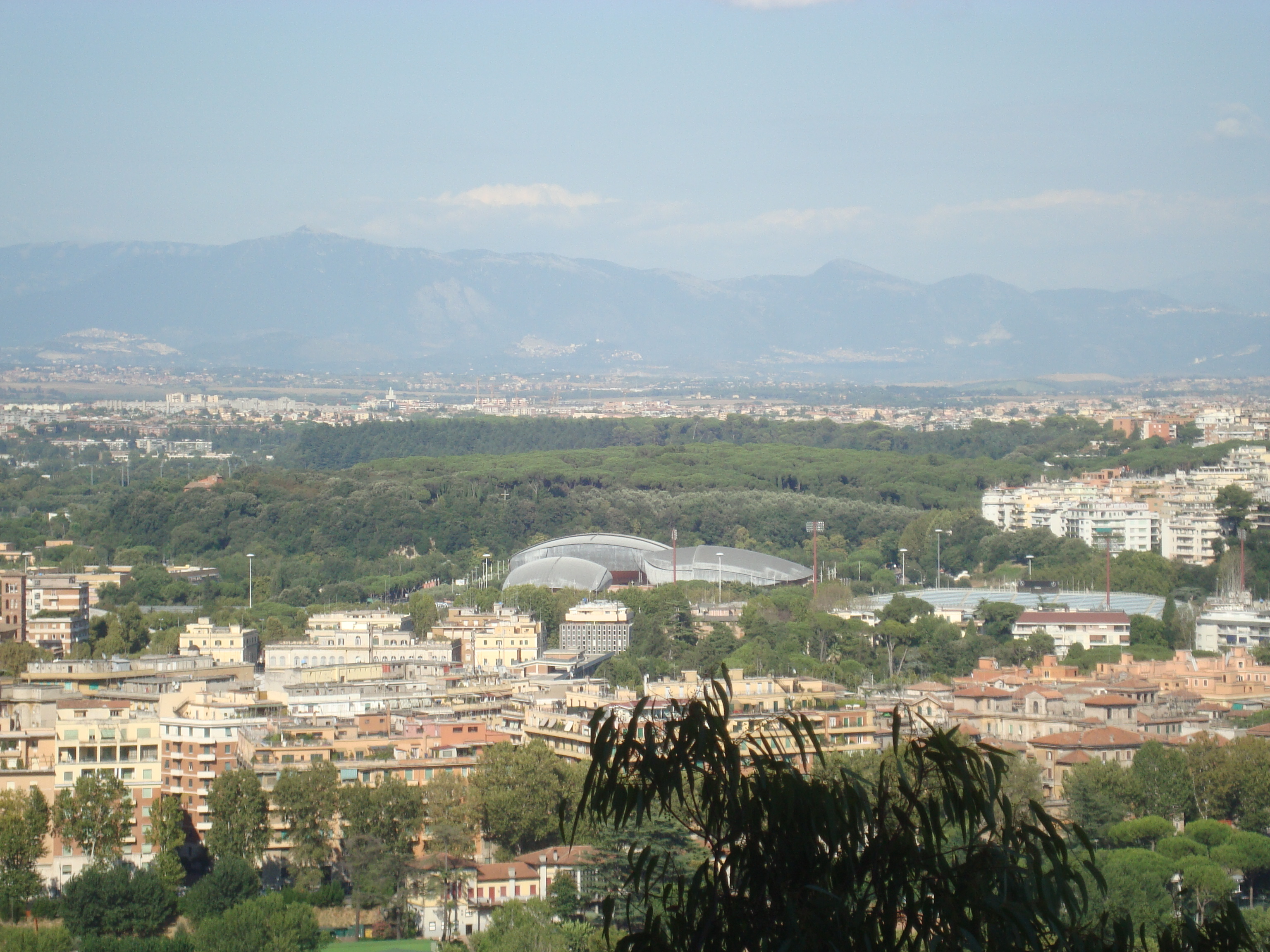
Utsikt över Parioli från Monte Mario.

Parioli är en stadsdel i Italiens huvudstad Rom, numrerad II i den romerska kvartersindelningen. Parioli ligger i den norra delen av staden, i närheten av parkerna Villa Borghese och Villa Ada samt den viktiga vägen Via Salaria. Många ambassader är belägna i Parioli och området räknas till de mer fashionabla. Det byggdes till största delen ut under början och mitten av 1900-talet.

## Kyrkobyggnader
- San Luigi Gonzaga
- San Roberto Bellarmino
- San Valentino